# Hajvoronský rajón
Hajvoronský rajón (ukrajinsky Гайворонський район) byl rajón v Kirovohradské oblasti na Ukrajině. Hlavním městem byl Hajvoron a rajón měl přibližně 38 tisíc obyvatel. 

## Sídla v rajónu
- Hajvoron
- Salkove
- Zavallja